# کراستینا
کراستینا (به بلغاری: Krastina) یک منطقهٔ مسکونی در بلغارستان است که در کامنو واقع شده‌است.